# Rappresentazione delle persone LGBT nei videogiochi
La rappresentazione delle persone LGBT nei videogiochi è uno dei temi relativi alla rappresentazione di genere nelle opere videoludiche.
Tipicamente le persone LGBT, in particolare omosessuali e transessuali, vengono riprodotti nei videogiochi in maniera stereotipata e spesso associati al crossdressing. In genere ricoprono il ruolo di personaggio non giocante o addirittura di antagonista, sebbene ci siano eccezioni come nel caso di Ellie, protagonista di The Last of Us. In numerosi videogiochi sono inoltre ammessi matrimoni tra persone dello stesso sesso.
Nonostante le guide linea applicate da Nintendo sul contenuto dei suoi videogiochi negli anni 1980, uno dei primi personaggi considerato transessuale apparso in un videogioco di massa è considerato Strutzi, anche conosciuto come Birdo, personaggio di Mario introdotto in Super Mario Bros. 2 (1988) e che compare nei titoli successivi della serie. Un altro personaggio LGBT presente in Mario è Ombretta che compare Paper Mario: Il portale millenario.
Altro personaggio contemporaneo a Strutzi e comunemente identificato come MtF è Poison del videogioco Final Fight (1989). L'aspetto del personaggio è stato criticato in quanto associato alla prostituzione.
Negli anni 1990 la creazione dei primi sistemi di classificazione spinse SEGA a valutare come vietato ai minori un videogioco che presentava un gay bar.
Nel 2015 è stato pubblicato Read Only Memories di Midboss Games, azienda creata dai fondatori della convention incentrata sulle tematiche queer GaymerX. Il gioco presenta numerosi personaggi gay, sebbene non sia a sfondo omosessuale.